# Gustaf Rydberg (1835–1902)
Gustaf Vilhelm Rydberg, född 9 augusti 1835 i Klara församling, Stockholms stad, död 21 september 1902 i Hedvig Eleonora församling, Stockholms stad, var en svensk sångare.

## Biografi
Gustaf Rydberg föddes 1835 i Klara församling, Stockholm. Han studerade vid Musikaliska akademien i Stockholm och arbetade därefter hos teaterledarna Stjernström och Oscar Andersson. Rydberg ingick 1865 i den Luttemanska kvartetten tillsammans med Hugo Lutteman, Zacharias Köster och Ellberg. De reste tillsammans genom Sverige och Norge. När kvartetten splittrade, deltog han sedan i den Edgrenska kvartetten under 1870-talet som gjorde triumftåg genom Europa. Han avled 1902 i Hedvig Eleonora församling, Stockholm.